# Ferenc Hirzer
Ferenc Hirzer, noto anche come Ferenc Híres (Budapest, 21 novembre 1902 – Trento, 28 aprile 1957), è stato un calciatore e allenatore di calcio ungherese, di ruolo attaccante.

## Carriera

Hirzer a Perugia nei primi anni trenta

Ferenc Hirzer venne notato dai dirigenti della Juventus nel 1923, durante una amichevole tra i bianconeri e gli ungheresi del Törekvés. Dopo una grande prestazione, i dirigenti bianconeri decisero di tenere sott'occhio questo attaccante molto veloce (non a caso fu soprannominato successivamente "La gazzella bianconera"). Hirzer, dopo aver partecipato con la Nazionale di calcio ungherese ai Giochi olimpici di Parigi del 1924, fu ingaggiato prima dai cecoslovacchi del Maccabi Brno e poi dai tedeschi dell'Union 03 Altona.
Nel 1925 passò alla Juventus, allenata dal connazionale Jenő Károly. Debuttò in maglia bianconera contro il Parma, segnando tre gol e portando la sua squadra alla vittoria per 6-1. In due campionati segnò 50 reti in 43 presenze; tuttavia le restrittive norme dell'epoca sul tesseramento degli stranieri lo costrinsero a lasciare l'Italia e accasarsi al MTK, della sua nativa Budapest. Nella nazionale ungherese fu anche il capitano, segnando complessivamente 14 reti in 33 presenze.
Ritornato in Italia ed intrapresa la carriera da allenatore, Hirzer guidò Mantova, Salernitana, Baratta Battipaglia, Anconitana-Bianchi, Liguria (in Serie A), Vigevano, Perugia, Lecce, Sestrese, Benevento, Palmese, Aosta e Trento.

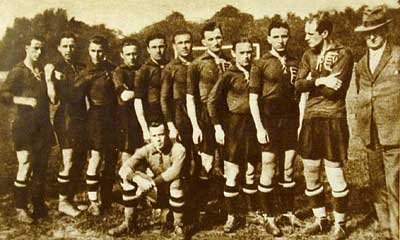
La nazionale ungherese nel 1924: Fogl, Opata, Hirzer, Jeny, Eisenhoffer, Guttmann, Mándi, Obitz, József Braun, György Orth, János Biri e Gyula Kiss.

## Statistiche

### Presenze e reti con club
| Stagione        | Squadra         | Campionato      | Campionato | Campionato | Coppe nazionali | Coppe nazionali | Coppe nazionali | Coppe continentali | Coppe continentali | Coppe continentali | Altre coppe | Altre coppe | Altre coppe | Totale | Totale |
| Stagione        | Squadra         | Comp            | Pres       | Reti       | Comp            | Pres            | Reti            | Comp               | Pres               | Reti               | Comp        | Pres        | Reti        | Pres   | Reti   |
| --------------- | --------------- | --------------- | ---------- | ---------- | --------------- | --------------- | --------------- | ------------------ | ------------------ | ------------------ | ----------- | ----------- | ----------- | ------ | ------ |
| 1920-1921       | Törekvés        | NB I            | 10         | 0          | –               | –               | –               | –                  | –                  | –                  | –           | –           | –           | 10     | 0      |
| 1921-1922       | Törekvés        | NB I            | 22         | 5          | –               | –               | –               | –                  | –                  | –                  | –           | –           | –           | 22     | 5      |
| 1922-1923       | Törekvés        | NB I            | 20         | 14         | –               | –               | –               | –                  | –                  | –                  | –           | –           | –           | 20     | 14     |
| 1923-1924       | Törekvés        | NB I            | 1          | 0          | –               | –               | –               | –                  | –                  | –                  | –           | –           | –           | 1      | 0      |
| Totale Torekves | Totale Torekves | Totale Torekves | 53         | 19         |                 | –               | –               |                    | –                  | –                  |             | –           | –           | 53     | 19     |
| 1925-1926       | Juventus        | PD              | 26         | 35         | –               | –               | –               | –                  | –                  | –                  | –           | –           | –           | 26     | 35     |
| 1926-1927       | Juventus        | PD              | 17         | 15         | CI              | –               | –               | –                  | –                  | –                  | –           | –           | –           | 17     | 15     |
| Totale Juventus | Totale Juventus | Totale Juventus | 43         | 50         |                 | –               | –               |                    | –                  | –                  |             | –           | –           | 43     | 50     |
| 1927-1928       | Hungária MTK    | NB I            | 22         | 22         | –               | –               | –               | –                  | –                  | –                  | –           | –           | –           | 22     | 22     |
| 1928-1929       | Hungária MTK    | NB I            | 22         | 15         | –               | –               | –               | –                  | –                  | –                  | –           | –           | –           | 22     | 15     |
| 1929-1930       | Hungária MTK    | NB I            | 22         | 13         | –               | –               | –               | –                  | –                  | –                  | –           | –           | –           | 22     | 13     |
| 1930-1931       | Hungária MTK    | NB I            | 20         | 12         | –               | –               | –               | –                  | –                  | –                  | –           | –           | –           | 20     | 12     |
| 1931-1932       | Hungária MTK    | NB I            | 21         | 6          | –               | –               | –               | –                  | –                  | –                  | –           | –           | –           | 21     | 6      |
| Totale Hungaria | Totale Hungaria | Totale Hungaria | 107        | 68         |                 | –               | –               |                    | –                  | –                  |             | –           | –           | 107    | 68     |
| 1934-1935       | III. Kerületi   | NB I            | 9          | 1          | –               | –               | –               | –                  | –                  | –                  | –           | –           | –           | 9      | 1      |
| Totale          | Totale          | Totale          | 212        | 138        |                 | –               | –               |                    | –                  | –                  |             | –           | –           | 212    | 138    |

### Cronologia presenze e reti in nazionale
| Cronologia completa delle presenze e delle reti in nazionale ― Ungheria | Cronologia completa delle presenze e delle reti in nazionale ― Ungheria | Cronologia completa delle presenze e delle reti in nazionale ― Ungheria | Cronologia completa delle presenze e delle reti in nazionale ― Ungheria | Cronologia completa delle presenze e delle reti in nazionale ― Ungheria | Cronologia completa delle presenze e delle reti in nazionale ― Ungheria | Cronologia completa delle presenze e delle reti in nazionale ― Ungheria | Cronologia completa delle presenze e delle reti in nazionale ― Ungheria |
| Data                                                                    | Città                                                                   | In casa                                                                 | Risultato                                                               | Ospiti                                                                  | Competizione                                                            | Reti                                                                    | Note                                                                    |
| ----------------------------------------------------------------------- | ----------------------------------------------------------------------- | ----------------------------------------------------------------------- | ----------------------------------------------------------------------- | ----------------------------------------------------------------------- | ----------------------------------------------------------------------- | ----------------------------------------------------------------------- | ----------------------------------------------------------------------- |
| 15/06/1922                                                              | Budapest                                                                | Ungheria                                                                | 1 – 1                                                                   | Svizzera                                                                | Amichevole                                                              | -                                                                       |                                                                         |
| 02/07/1922                                                              | Bochum                                                                  | Germania                                                                | 0 – 0                                                                   | Ungheria                                                                | Amichevole                                                              | -                                                                       |                                                                         |
| 09/07/1922                                                              | Stoccolma                                                               | Svezia                                                                  | 1 – 1                                                                   | Ungheria                                                                | Amichevole                                                              | 1                                                                       |                                                                         |
| 13/07/1922                                                              | Helsinki                                                                | Finlandia                                                               | 1 – 5                                                                   | Ungheria                                                                | Amichevole                                                              | -                                                                       |                                                                         |
| 24/09/1922                                                              | Vienna                                                                  | Austria                                                                 | 2 – 2                                                                   | Ungheria                                                                | Amichevole                                                              | -                                                                       |                                                                         |
| 26/11/1922                                                              | Budapest                                                                | Ungheria                                                                | 1 – 2                                                                   | Austria                                                                 | Amichevole                                                              | -                                                                       |                                                                         |
| 04/03/1923                                                              | Genova                                                                  | Italia                                                                  | 0 – 0                                                                   | Ungheria                                                                | Amichevole                                                              | -                                                                       |                                                                         |
| 11/03/1923                                                              | Losanna                                                                 | Svizzera                                                                | 1 – 6                                                                   | Ungheria                                                                | Amichevole                                                              | 2                                                                       |                                                                         |
| 06/05/1923                                                              | Vienna                                                                  | Austria                                                                 | 1 – 0                                                                   | Ungheria                                                                | Amichevole                                                              | -                                                                       |                                                                         |
| 19/08/1923                                                              | Budapest                                                                | Ungheria                                                                | 3 – 1                                                                   | Finlandia                                                               | Amichevole                                                              | 1                                                                       |                                                                         |
| 18/05/1924                                                              | Zurigo                                                                  | Svizzera                                                                | 4 – 2                                                                   | Ungheria                                                                | Amichevole                                                              | -                                                                       | 42’                                                                     |
| 26/05/1924                                                              | Parigi                                                                  | Ungheria                                                                | 5 – 0                                                                   | Polonia                                                                 | Olimpiadi 1924 - Qual.                                                  | 2                                                                       |                                                                         |
| 29/05/1924                                                              | Saint-Ouen                                                              | Egitto                                                                  | 3 – 0                                                                   | Ungheria                                                                | Olimpiadi 1924 - Ottavi di finale                                       | -                                                                       |                                                                         |
| 25/09/1927                                                              | Budapest                                                                | Ungheria                                                                | 5 – 3                                                                   | Austria                                                                 | Coppa Internazionale 1927-1930                                          | 1                                                                       |                                                                         |
| 09/10/1927                                                              | Budapest                                                                | Ungheria                                                                | 1 – 2                                                                   | Cecoslovacchia                                                          | Amichevole                                                              | -                                                                       |                                                                         |
| 25/03/1928                                                              | Roma                                                                    | Italia                                                                  | 4 – 3                                                                   | Ungheria                                                                | Coppa Internazionale 1927-1930                                          | 1                                                                       |                                                                         |
| 22/04/1928                                                              | Budapest                                                                | Ungheria                                                                | 2 – 0                                                                   | Cecoslovacchia                                                          | Coppa Internazionale 1927-1930                                          | 1                                                                       |                                                                         |
| 06/05/1928                                                              | Budapest                                                                | Ungheria                                                                | 5 – 5                                                                   | Austria                                                                 | Amichevole                                                              | 1                                                                       |                                                                         |
| 07/10/1928                                                              | Vienna                                                                  | Austria                                                                 | 5 – 1                                                                   | Ungheria                                                                | Coppa Internazionale 1927-1930                                          | 1                                                                       |                                                                         |
| 01/11/1928                                                              | Budapest                                                                | Ungheria                                                                | 3 – 1                                                                   | Svizzera                                                                | Coppa Internazionale 1927-1930                                          | 1                                                                       |                                                                         |
| 24/02/1929                                                              | Colombes                                                                | Francia                                                                 | 3 – 0                                                                   | Ungheria                                                                | Amichevole                                                              | -                                                                       |                                                                         |
| 14/04/1929                                                              | Berna                                                                   | Svizzera                                                                | 4 – 5                                                                   | Ungheria                                                                | Coppa Internazionale 1927-1930                                          | 1                                                                       |                                                                         |
| 05/05/1929                                                              | Vienna                                                                  | Austria                                                                 | 2 – 2                                                                   | Ungheria                                                                | Amichevole                                                              | -                                                                       |                                                                         |
| 08/09/1929                                                              | Praga                                                                   | Cecoslovacchia                                                          | 1 – 1                                                                   | Ungheria                                                                | Coppa Internazionale 1927-1930                                          | -                                                                       |                                                                         |
| 06/10/1929                                                              | Budapest                                                                | Ungheria                                                                | 2 – 1                                                                   | Austria                                                                 | Amichevole                                                              | -                                                                       |                                                                         |
| 01/05/1930                                                              | Praga                                                                   | Cecoslovacchia                                                          | 1 – 1                                                                   | Ungheria                                                                | Amichevole                                                              | 1                                                                       |                                                                         |
| 11/05/1930                                                              | Budapest                                                                | Ungheria                                                                | 0 – 5                                                                   | Italia                                                                  | Coppa Internazionale 1927-1930                                          | -                                                                       |                                                                         |
| 26/10/1930                                                              | Budapest                                                                | Ungheria                                                                | 1 – 1                                                                   | Cecoslovacchia                                                          | Amichevole                                                              | -                                                                       |                                                                         |
| 20/09/1931                                                              | Budapest                                                                | Ungheria                                                                | 3 – 0                                                                   | Cecoslovacchia                                                          | Amichevole                                                              | -                                                                       |                                                                         |
| 08/11/1931                                                              | Budapest                                                                | Ungheria                                                                | 3 – 1                                                                   | Svezia                                                                  | Amichevole                                                              | -                                                                       | Cap.                                                                    |
| 13/12/1931                                                              | Torino                                                                  | Italia                                                                  | 3 – 2                                                                   | Ungheria                                                                | Coppa Internazionale 1931-1932                                          | -                                                                       | Cap.                                                                    |
| 19/02/1932                                                              | Il Cairo                                                                | Egitto                                                                  | 0 – 0                                                                   | Ungheria                                                                | Amichevole                                                              | -                                                                       |                                                                         |
| 08/05/1932                                                              | Budapest                                                                | Ungheria                                                                | 1 – 1                                                                   | Italia                                                                  | Coppa Internazionale 1931-1932                                          | -                                                                       | Cap.                                                                    |
| Totale                                                                  |                                                                         | Presenze                                                                | 33                                                                      |                                                                         | Reti                                                                    | 14                                                                      |                                                                         |

## Palmarès

### Giocatore

#### Club
- Campionato italiano: 1

Juventus: 1925-1926
- Campionato ungherese: 1

MTK Budapest: 1928-1929

#### Individuale
- Capocannoniere di Prima Divisione: 1

Juventus: 1925-1926 (35 gol)

### Allenatore
- Serie C: 1

Salernitana: 1937-1938